# Hikkaduwa
Hikkaduwa (Tamil: இக்கடுவை, Singhalesische: හික්කඩුව, Hikka-ḍu-a oder Hikka-du-e) ist eine kleine Küstenstadt in Südwest-Sri Lanka, ca. 100 km südlich der  Landeshauptstadt Colombo und 20 km nordwestlich der Provinzhauptstadt Galle. Der Ort erstreckt sich entlang des Küstenstreifens und der Hauptstraße sowie der Eisenbahnlinie Colombo-Galle.
Bis in die 70er Jahre war Hikkaduwa ein „verträumtes“ Fischerdorf. Es wurde dann von jungen Individualtouristen entdeckt, die dort als Hippies oder Surfer die Schönheit des Strandlebens genossen. Zahlreiche einfache Pensionen, Restaurants und Kneipen entstanden. In den 80er Jahren wurden die ersten größeren Hotels gebaut und der Pauschaltourismus entwickelte sich. Heute gibt es ein buntes Nebeneinander von Individual- und Pauschalreisenden mit dem zugehörigen breiten Angebot an Unterhaltung und Shopping. Das vorgelagerte Korallenriff ist ein beliebtes Revier für Taucher und Schnorchler.
Am 26. Dezember 2004 wurde Hikkaduwa durch das Seebeben im Indischen Ozean sehr schwer getroffen. In der Nähe wurde bei dem Ort Seenigama der mit knapp 2.000 Personen besetzte Expresszug durch den Tsunami erfasst. Bei diesem Unglück schätzt man, dass rund 1.700 Personen den Tod fanden. Mehrere vor allem private deutsche Hilfsorganisationen haben sich seit der Tsunami-Katastrophe in Hikkaduwa sehr erfolgreich engagiert.